# مهدي لوروا
مهدي لوروا (بالفرنسية: Mehdi Leroy)‏ (18 أبريل 1978 فرنسا - ) هو لاعب كرة قدم فرنسي، يلعب كلاعب وسط.

## مسيرته

### مسيرته مع الأندية
- 1996 - 2001 لعب مع نادي نانت 36 مباراة سجل خلالها هدفين.
- 2001 - 2003 لعب مع نادي تروا 26 مباراة سجل خلالها هدف.
- 2003 - 2005 لعب مع نادي أميين 56 مباراة سجل خلالها 9 أهداف.
- 2005 - 2007 لعب مع ستاد لافال 33 مباراة سجل خلالها هدفين.

## روابط خارجية
- مهدي لوروا على موقع قاعدة بيانات كرة القدم.إي يو (الإنجليزية)
- مهدي لوروا على موقع Soccerway.com (الإنجليزية)
- مهدي لوروا على موقع عالم كرة القدم.نت (الإنجليزية)
- مهدي لوروا على موقع GSA (الإنجليزية)